# Медиа-коммуникационный союз
Медиа-коммуникационный союз (МКС, иногда Союз «МКС», Медиа-Коммуникационный Союз или Медиакоммуникационный союз) — российская отраслевая ассоциация, образованная крупнейшими медиакомпаниями и представителями телеком-индустрии страны в феврале 2014 года. Представляет интересы операторов связи, правообладателей, вещателей, крупных сейлз-хаусов и др. во взаимоотношениях с властью и обществом в России.

## Задачи
Основная заявленная цель МКС — содействие развитию профильной индустрии, повышение качества услуг с помощью объединения усилий и возможностей своих участников. МКС взаимодействует с государственными органами с целью оптимизации нормативно-правовой базы и реализации предложений и инициатив.
В частности, направлениями деятельности ассоциации являются разработка новых стандартов взаимодействия, создание новых и дальнейшее развитие существующих бизнес-моделей, добровольная сертификация, создание единой системы обработки и анализа данных по рынку, популяризация легального потребления медиаконтента, выработка отраслевых правил и этики работы при сохранении здоровой рыночной конкуренции.
Для решения этих и смежных задач в составе МКС формируются профильные экспертные комитеты. В итоге, по замыслу участников ассоциации, потребитель получит высокотехнологичные и качественные услуги, интересный, легальный и качественный теле- и видеоконтент за доступные деньги.

## Структура
Члены Медиа-коммуникационного союза:
- Национальная Медиа Группа (НМГ)
- ПАО «МТС»
- СТС Медиа
- ПАО «ВымпелКом»
- АО «Компания ТрансТелеКом»
- АО «ЭР-Телеком Холдинг»
- АО «Цифровое телевидение»
- АО «Газпром-Медиа Холдинг»
- ПАО «МегаФон»
- ПАО «Ростелеком»
- НАО «Национальная спутниковая компания»
- ФГУП "РТРС"
- АО "Первый канал"
- ООО "Иви.Ру"
- "МЕДИА-1"

Президент Союза «МКС» – Михаил Демин, генеральный директор НТВ-ПЛЮС.
Юридический и почтовый адрес: 125284, Москва, Ленинградский просп., д. 31А стр.1 БЦ «МонАрх».

## Активность
С сентября 2014 года в рамках «Недели российского Интернета» (RIW) Медиа-коммуникационный союз совместно с РАЭК выступает соорганизатором Медиа-коммуникационного форума для представителей отрасли.
В марте 2015 года совместно с РАЭК, ФРИИ и РОЦИТ при поддержке администрации президента России МКС выступил соучредителем Института развития Интернета (ИРИ) и с декабря 2015 года совместно с этими же структурами принимает участие в проведении Форума «Интернет-экономика», направленного на организацию взаимодействия государства и профильного бизнеса.
С конца 2014 года МКС периодически направляет письма тем или иным высокопоставленным российским чиновникам, выражая в них консолидированную позицию своих учредителей относительно различных актуальных инициатив власти, касающихся регулирования профильной отрасли, часто с серьёзной критикой по существу. Также, Медиа-коммуникационный союз самостоятельно разрабатывает и продвигает ряд резонансных законопроектов.